# Village Idiot
Village Idiot är ett album från 2012 av Andreas Johnson.

## Låtlista
(Alla låtar skrivna av Andreas Johnson och Peter Kvint utom spår nummer 8, enbart av Andreas Johnson)
1. One Day
2. Lovelight
3. Stuck
4. Buzzin'
5. Paris
6. One Man Army
7. My Religion
8. So Cruel So You
9. Escape
10. The Greatest Reward
11. Amsterdam
12. Solace

## Listplaceringar
| Lista (2012) | Topplacering |
| ------------ | ------------ |
| Sverige      | 17           |

### Fotnoter
1. ↑  ”Village Idiot”. Andreas Johnsons webbplats. 29 februari 2012. Arkiverad från originalet den 8 november 2014. https://web.archive.org/web/20141108174237/http://www.andreas-johnson.com/brev.php?id=52. Läst 8 november 2014.
2. ↑  Svensk mediedatabas, läst 23 januari 2014
3. ↑  Listplacering, läst 23 januari 2014